# Recitación
En sentido general, una recitación es el acto de recitar de memoria, o una lectura formal de poesía u otro escrito ante un público.

## Recitación académica
En el ámbito académico, una recitación es una presentación hecha por un estudiante para demostrar conocimiento sobre un tema o para instruir a otros. En algunas instituciones académicas el término hace referencia a la presentación de un profesor asistente o instructor, bajo la guía de un miembro de rango superior de la facultad, que complementa los materiales del curso. En las recitaciones que complementan las clases, el guía a menudo revisará la clase, ampliará los conceptos y mantendrá un debate con los estudiantes. 
En su forma más básica, un estudiante recita textualmente poemas o ensayos de otros, ya sea al profesor o tutor directamente, o frente a una clase o grupo reunido de estudiantes.
En clases relacionadas con matemáticas e ingeniería, a menudo se utiliza la recitación como vehículo para realizar cálculos o resolver problemas similares a los asignados a los estudiantes. 
Las clases científicas, tales como Biología, Química y Física, a menudo emplean el uso de secciones de recitación para ayudar a los estudiantes a aclarar la materia que no se entendió completamente o que se abordó de forma inadecuada en el tiempo limitado de la clase. Estas secciones de recitación las puede llevar a cabo el profesor o un estudiante asistente de enseñanza. Estas secciones ofrecen a los estudiantes la oportunidad de recibir un aprendizaje adicional sobre materias que crean más confusión, o recibir asistencia personal en relación con problemas o cuestiones asignadas como tarea en esta sección de la clase. Algunas universidades pueden requerir la asistencia a secciones de recitación programadas de manera regular, además de los laboratorios requeridos. Las recitaciones también pueden brindar a los estudiantes oportunidades adicionales de recibir calificaciones por esta parte de la asignatura. A pesar de la asistencia obligatoria y del tiempo adicional que se pasa en el aula, estas secciones generalmente no cuentan como créditos universitarios necesarios para la graduación, pero pueden aumentar significativamente la capacidad del estudiante para entender conceptos importantes necesarios para aprobar la asignatura.

## Recitación religiosa
Las recitaciones de las Sagradas Escrituras y las oraciones son comunes en las liturgias de las religiones abrahámicas.

## Recitación como arte escénica
La recitación se practica como arte escénica, especialmente en Bangladés e India. Hoy en día es una forma de arte popular en Bengala. Los declamadores recitan poemas bengalíes en el escenario y en medios de comunicación electrónicos. Shambhu Mitra, Kazi Sabyasachi, Pradeep Ghosh, Partha Ghhosh, Gauri Ghosh y Utpal Kundu son grandes recitadores de Bengala occidental. Otros, como Samiran Sanyal, Bratati Bandyopadhyay, Bijoylakshmi Burman, Pinaki Chattopadhyay, Sutapa Bandyopadhyay, Urmimala Basu, Samya Karpha, por nombrar algunos, también están haciendo aportaciones significativas en este campo. Hay muchas organizaciones de recitación, la mayoría de ellas ubicadas en Bangladés.
Solía ser popular para un poeta recitar ante un público su nueva obra recién creada. A principios del siglo XX, la recitación se convirtió en una forma de arte autónoma.
Las recitaciones eran una manera común para los poetas romanos de probar y dar a conocer sus obras.